# Куолли, Рэйни
Рэйни Куолли (род. 11 марта 1989 года, Нью-Йорк) — американская актриса и певица. Дочь актрисы Энди Макдауэлл и сестра актрисы Маргарет Куолли, дебютировавшая в фильме «Mighty Fine» 2012 года. Наиболее известна своей музыкой, которую выпускает под псевдонимом Rainsford.

## Ранний период жизни
Рэйни Куолли родилась 11 марта 1989 года в Нью-Йорке, но растилась в Северной Каролине. Дочь актрисы Энди Макдауэлл и музыканта Пола Куолли. У неё есть брат и сестра: старший брат Джастин и младшая сестра, актриса и модель Маргарет Куолли.

## Карьера
Куолли дебютировала как Мисс Золотой глобус в 2012 году. В том же году она вместе со своей матерью Энди Макдауэлл снялась в фильме Mighty Fine режиссёра Дебби Гудштейна вместе. В 2014 году Куолли снялась в фильме «Falcon Song» режиссёра Джейсона Коргана Брауна. В 2015 году Куолли снялась в качестве гостя в эпизоде сериала «Безумцы». В 2018 году Куолли снялась в фильме «Perfect» режиссёра Эдди Алькасара. Она сыграла эпизодическую роль в фильме «8 подруг Оушена». В 2021 году Куолли снялась в фильме «Процесс Шуру» режиссёра Эмриса Купера.
Куолли выпускает и пишет музыку под псевдонимом Rainsford.
В 2016 году выпустила песню «Too Close». В 2017 году выпустила песню «Rendezvous». В 2018 году Куолли выпустила свой дебютный мини-альбом «Emotional Support Animal». В 2019 году она выпустила две песни: «Passionate» и «Open, Open». В 2020 году Куолли выпустила две песни: «2 Cents» и «Crying in the Mirror». Куолли сотрудничала с Twin Shadow над двумя песнями из его четвёртого студийного альбома.

## Фильмография
| Год  |     | Русское название             | Оригинальное название              | Роль              |
| ---- | --- | ---------------------------- | ---------------------------------- | ----------------- |
| 2012 | ф   | Могущественная красота       | Mighty Fine                        | Мэдди Файн        |
| 2014 | кор | Розовый и нежно-голубой      | Pink & Baby Blue                   | Девушка из ларька |
| 2014 | ф   | Песнь ястреба                | Falcon Song                        | Сара Лу           |
| 2015 | с   | Безумцы                      | Mad Men                            | Синди             |
| 2016 | кор | Нет другого такого, как ты   | No Other Like You                  | Она               |
| 2018 | ф   | Идеальный                    | Perfect                            | Перл              |
| 2018 | ф   | 8 подруг Оушена              | Ocean's 8                          | камео             |
| 2019 | кор | Сэмисэ                       | Samice                             | Икс               |
| 2020 | с   | Любовь во время коронавируса | Love in the Time of Corona         | Элли              |
| 2021 | ф   | Ультразвук                   | Ultrasound                         | Кэти              |
| 2021 | кор | Болт Водитель                | Bolt Driver                        | камео             |
| 2021 | ф   | Очень духовные практики      | The Shuroo Process                 | Надя              |
| 2022 | ф   | Взаперти                     | Shut In                            | Джессика          |
| 2022 | кор | Делайла                      | Delilah                            | Делайла           |
| 2022 | ф   | Королева Манхэттена          | Queen of Manhattan                 | Лиза              |
| 2025 | ф   | Конфиденциально              | Off the Record                     | Астор Грей        |
|      | ф   | Свиной холм                  | Pig Hill                           | Кэрри             |
|      | ф   | Эта чертова страна           | This Bloody Country                | Эбигейл Баллард   |
|      | ф   | Дьявол и братья-однодневки   | The Devil and the Daylong Brothers | Фрэнки            |

## Дискография

### Мини-альбомы
- Turn Down the Lights (2015)
- Emotional Support Animal (2018)

### Синглы
- «Me and Johnny Cash» (2015)
- «Too Close» (2016)
- «Rendezvous» (2017)
- «Somewhere Else» (2018)
- «Passionate» (2019)
- «Open Open» (2019)
- «2 Cents» (2020)
- «Crying in the Mirror» (2020)
- «Oh My God» (2020)
- «Love Me Like You Hate Me» (2020)

### Гостевые выступления
| Заголовок     | Год  | Другой исполнитель(и) | Альбом                |
| ------------- | ---- | --------------------- | --------------------- |
| «Brace»       | 2018 | Twin Shadow           | Caer                  |
| «Sympathy»    | 2018 | Twin Shadow           | Caer                  |
| «My Margaret» | 2020 | by.ALEXANDER          | 000 CHANNEL BLACK     |
| «Mille Cose»  | 2021 | Mecna                 | Mentre Nessuno Guarda |

### Комментарии
1. ↑  Некоторые источники некорректно указывают дату рождения как 1990 год.